# 北樹出版
株式会社北樹出版（ほくじゅしゅっぱん、英文社名：Hokuju Shuppan Ltd.）は、東京都目黒区中目黒1-2-6に本社を置く日本の学術専門書の出版社。
創業は1977年（昭和52年）8月10日、登坂治彦と木村哲也が有信堂から独立する形で設立した。
法学、政治学、心理学、社会学、教育学、思想など、人文・社会科学の学術書や大学向けの教科書を中心に出版している。
社名は石川道雄の詩「夏木立」中の一節「夢の中に樹は鬱蒼と茂りに茂る」に由来する。「不毛の北国の原野を鬱蒼たる樹林にするが如く、文化不毛の現代において大いなる文化の樹林を創るべく、理想を持ち夢を追い求めよう」との意。
ロゴマークは、北国の過酷な環境で逞しく生き抜く「跳躍する鹿」を模したものである。